# Разъезд 21 (Кызылординская область)
Разъезд 21 (каз. рзд.21) — разъезд в Чиилийском районе Кызылординской области Казахстана. Входит в состав Алмалинского сельского округа. Код КАТО — 435235600.

## Население
В 1999 году население разъезда составляло 543 человека (274 мужчины и 269 женщин). По данным переписи 2009 года, в разъезде проживало 559 человек (281 мужчина и 278 женщин).